# Torchiagina
Torchiagina è una frazione del comune di Assisi (PG).
Il paese si trova sulla riva destra del fiume Chiascio, a 220 m s.l.m. e 8 km ad est di Assisi, lungo la strada che conduce da Petrignano a Pianello. Secondo i dati del censimento Istat 2001, gli abitanti sono 601.

## Storia
Conosciuto nel Medioevo come Clasina, il nome compare per la prima volta nel 980, in un documento dell'archivio della Cattedrale di Assisi. Ben noto per la sua imponente e visibile torre, fu spesso conteso durante le lotte tra Assisi e Perugia.
Nel 1442 subì le scorrerie del Piccinino, condottiero perugino al soldo del Papa, che cercava di riconquistare le terre assisiati sottrattegli dallo Sforza. Nel 1443 venne occupato dal perugino Braccio Baglioni, e fu riconquistato nel 1495 dal conte Fiumi di Sterpeto, altra località nei pressi di Assisi.
La Torre di Chiagina fu teatro, nel 1534, di una tragedia sentimentale simile a quella, leggendaria, tra Paolo e Francesca, i cui protagonisti erano Braccio II di Baglioni, la moglie Marsilia ed il genero Annibale Baldeschi.
Qualche tempo dopo la torre venne ceduta ai conti Fiumi di Assisi, ai quali rimase fino al XVIII secolo.
Nell’ultimo periodo la torre chiascina è stata trasformata in museo ed osteria.

## Economia e manifestazioni
Il paese è noto per la Sagra dell'oca arrosto, che si tiene tra la fine di luglio ed i primi di agosto, con annesso PUB “loka PUB” installato nei giardini pubblici del paese.
Presente anche proloco e circolo centro di ritrovo dei paesani

## Monumenti e luoghi d'interesse
- Torre sul Chiascio.

## Sport

### Calcio
La principale squadra di calcio della città è l'A.S.D. Torchiagina 1995 che milita nel massimo campionato la serie A TIM di (calcio).